# Tiberius Iulius Agricola
Tiberius Iulius Agricola (vollständige Namensform Tiberius Iulius Tiberi filius Pupinia Agricola) war ein im 1. Jahrhundert n. Chr. lebender Angehöriger des römischen Ritterstandes (Eques).
Durch zwei Militärdiplome, die auf den 14. August 99 datiert sind, ist belegt, dass Agricola 99 Kommandeur der Ala I Asturum war, die zu diesem Zeitpunkt in der Provinz Moesia inferior stationiert war. Er war in der Tribus Pupinia eingeschrieben.